# Leucanopsis pseudofalacra
Leucanopsis pseudofalacra là một loài bướm đêm thuộc phân họ Arctiinae, họ Erebidae.